# Anthurium angustilaminatum
Anthurium angustilaminatum Engl., 1898 è una pianta della famiglia delle Aracee, endemica dell'Ecuador.

## Distribuzione e habitat
È minacciata dalla distruzione del suo habitat, costituito da foreste tropicali montane umide.